# Boa Esporte
Boa Esporte Clube – brazylijski klub piłkarski z siedzibą w Ituiutaba w stanie Minas Gerais.

## Historia
Boa Esporte Clube został założony 30 kwietnia 1947 jako Ituiutaba Esporte Clube. Przez ponad 50 lat
Ituiataba była prowincjonalnym klubem nie odnoszącym sukcesów. Pierwszy sukces klub osiągnął w 1998 kiedy to awansował II ligi stanowej Minas Gerais. Od tego roku klub ma status profesjonalny. W 2003 klub wystartował w rozgrywkach Campeonato Brasileiro Série C. Ituiutaba wygrała pierwszą rundę grupowym. W drugiej rundzie wyeliminowała Atlético Goianiense, by odpaść w trzeciej rundzie z CFZ de Brasília, zajmując ostatecznie 24. miejsce w rozgrywkach. W 2004 Ituiutaba po raz pierwszy awansowała do I ligi stanowej.
W premierowym sezonie klub zajął 6 pozycję. Najwyższą pozycję Ituiutaba zajęła roku 2009, kiedy to okazała się gorszą od lokalnych potęg z Belo Horizonte - Atlético Mineiro i Cruzeiro EC. Jednak w następny sezon był fatalny, gdyż Ituiutaba zajęła 12. (ostatnie) miejsce i spadła do II ligi stanowej. W 2011 klub wygrał rozgrywki II ligi stanowej powrócił do stanowej ekstraklasy.
Na arenie ogólnokrajowej klub uczestniczył w rozgrywkach III ligi w 2005 i 2006. Dzięki zajęciu w 2008 czwartego miejsca w lidze stanowej Ituiutaba awansowała do Série C. W 2010 zajęła w tych rozgrywkach drugie miejsce, dzięki czemu po raz pierwszy w swojej historii awansowała do Campeonato Brasileiro Série B. Na początku 2011 roku klub przeniósł się tymczasowo do Varginhi, zmieniając nazwę na Boa Esporte Clube. Klub ma zamiar powrócić do Ituiutaby w 2013, po wybudowaniu nowego stadionu w tym mieście.

## Sukcesy
- Campeonato Mineiro Módulo II (2): 2004, 2011.
- Taça Minas Gerais: 2007.